# Sân vận động Arrowhead
Sân vận động Arrowhead (tiếng Anh: Arrowhead Stadium) là một sân vận động bóng bầu dục Mỹ nằm ở Thành phố Kansas, Missouri, Hoa Kỳ. Đây là sân nhà của Kansas City Chiefs thuộc National Football League (NFL). Tên gọi chính thức của sân vận động từ năm 2021 là GEHA Field tại Sân vận động Arrowhead (phát âm là G.E.H.A.). Sân vận động này được đổi tên sau khi GEHA ký thỏa thuận quyền đặt tên với Chiefs.
Sân là một phần của Khu liên hợp thể thao Truman cùng với Sân vận động Kauffman liền kề, sân nhà của Kansas City Royals thuộc Major League Baseball (MLB). Sân vận động Arrowhead có sức chứa 76.416 chỗ ngồi, trở thành sân vận động lớn thứ 27 ở Hoa Kỳ và là sân vận động NFL lớn thứ sáu. Sân cũng là cơ sở thể thao có sức chứa lớn nhất ở bang Missouri. Công việc cải tạo với chi phí 375 triệu đô la của sân đã được hoàn thành vào năm 2010.